# Samtgemeinde Gronau (Leine)

Lage der ehemaligen Samtgemeinde im Landkreis Hildesheim

Die Samtgemeinde Gronau (Leine) war eine Samtgemeinde im Landkreis Hildesheim in Niedersachsen (Deutschland). In ihr hatten sich sieben Gemeinden zur Erledigung ihrer Verwaltungsgeschäfte zusammengeschlossen. Sitz der Verwaltung der Samtgemeinde war die Stadt Gronau (Leine).
Am 1. November 2016 wurden die Mitgliedsgemeinden der Samtgemeinde, mit Ausnahme von Eime, zur Stadt Gronau vereinigt. Gleichzeitig fusionierte die Samtgemeinde mit der Samtgemeinde Duingen, deren Mitgliedsgemeinden sich zum neuen Flecken Duingen zusammenschlossen, zur neuen Samtgemeinde Leinebergland mit Sitz in Gronau und einer Außenstelle in Duingen.

## Geografie
Samtgemeindegliederung
Zur Samtgemeinde gehörten die sieben Gemeinden Banteln, Betheln, Brüggen, Despetal, Eime, Gronau (Leine) und Rheden.

## Geschichte
Am 1. Januar 1969 entstand durch freiwilligen Zusammenschluss mit den bisherigen Gemeinden Banteln, Barfelde und Eitzum die Samtgemeinde Gronau (Leine). Durch das niedersächsische Neugliederungsgesetz vom 11. Februar 1974 wurden die Grenzen der Samtgemeinde zum 1. März neu umschrieben und 17 Ortschaften zu den sieben oben genannten Gemeinden zusammengefasst.
Am 1. November 2016 vereinigten sich die Gemeinden Banteln, Betheln, Brüggen, Despetal, Gronau (Leine) und Rheden zur Stadt Gronau. Gleichzeitig fusionierte die Samtgemeinde mit der Samtgemeinde Duingen, deren Mitgliedsgemeinden sich zum neuen Flecken Duingen zusammenschlossen, zur neuen Samtgemeinde Leinebergland mit Sitz in Gronau und einer Außenstelle in Duingen.

## Politik

### Samtgemeinderat
Der Samtgemeinderat Gronau bestand aus 30 Ratsfrauen und Ratsherren. Dies ist die festgelegte Anzahl für eine Samtgemeinde mit einer Einwohnerzahl zwischen 12.001 und 15.000 Einwohnern. Die 30 Ratsmitglieder werden durch eine Kommunalwahl für jeweils fünf Jahre gewählt. Die letzte Amtszeit begann am 1. November 2011 und endete am 31. Oktober 2016.
Stimmberechtigt im Rat der Samtgemeinde war außerdem der hauptamtliche Samtgemeindebürgermeister.
Die letzte Kommunalwahl am 11. September 2011 ergab die folgende Sitzverteilung:
- SPD: 15 Sitze
- CDU: 10 Sitze
- Grüne: 2 Sitze
- WG: 2 Sitze
- Die Linke: 1 Sitz

### Samtgemeindebürgermeister
Der letzte hauptamtliche Samtgemeindebürgermeister war Rainer Mertens (SPD).

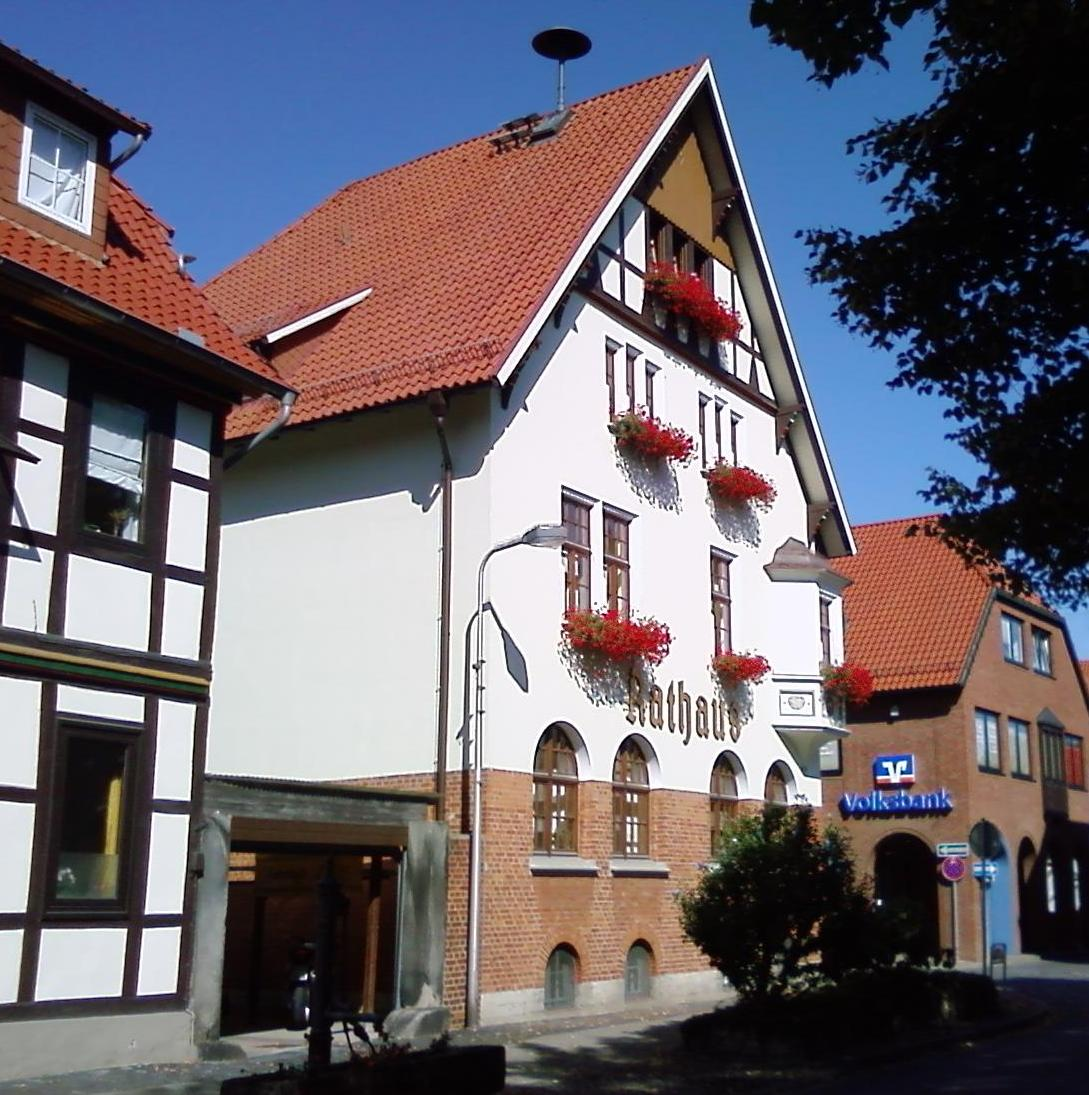
Die Verwaltung der Samtgemeinde im Rathaus Gronau (Leine)
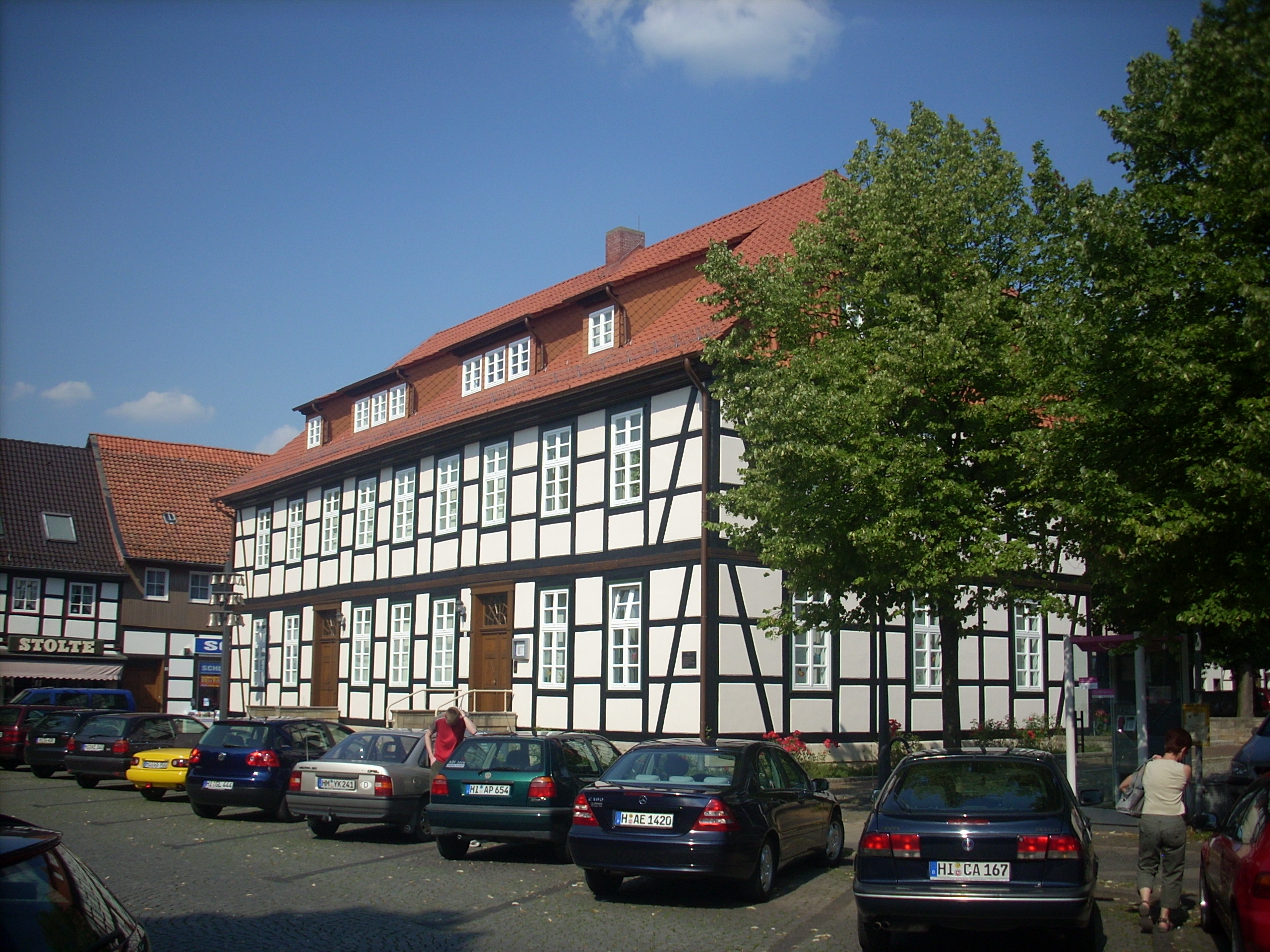
Verwaltungsgebäude II.

### Wappen
- Der Stadt Gronau (Leine) wurde das Wappen am 28. August 1940 durch den Oberpräsidenten der Provinz Hannover verliehen. Der Landrat aus Alfeld überreichte es am 10. September desselben Jahres.[4]
- Am 1. Januar 1969 hat die Samtgemeinde Gronau (Leine) das Wappen der Stadt Gronau (Leine) übernommen.

| Wappen von Samtgemeinde Gronau | Blasonierung: „Im roten Schild eine goldene Schrägrechtsleiter mit drei senkrecht durchgezogenen Sprossen.“ |
| Wappen von Samtgemeinde Gronau | Wappenbegründung: Dieses seit Beginn des 18. Jahrhunderts nachzuweisende Wappen (erstmals 1705 belegt) ist im letzten Viertel des 19. Jahrhunderts in unschöner und wenig sinnvoller Weise abgeändert: Schild schrägrechts von Rot und Grün geteilt und belegt mit einer silbernen Schrägrechtsleiter. Wann diese Änderung der Stadt- und Wappenfarben vorgenommen wurde, ist aus den Akten und Ratsprotokollen der Stadt nicht zu ersehen, auch ist sie niemals höherenorts anerkannt worden. Nach Anhörung der Stadträte und Ratsherren beschloss der Bürgermeister am 20. März 1940, zu den alten Stadtfarben Rot-Gold und zu dem in dieser Tingierung gehaltenen Wappen zurückzukehren. |